# Cathédrale de Fossano
La cathédrale de Fossano ou cathédrale Notre-Dame-et-Saint-Juvénal (en italien : duomo di Fossano, Basilica concattedrale di Santa Maria e San Giovenale) est une église catholique romaine de Fossano, en Italie. Il s'agit de la co-cathédrale du diocèse de Coni-Fossano.

## Histoire
L'église a été construite entre 1778 et 1791 par l'architecte Mario Ludovico Quarini, tandis que le clocher, d'un style clairement différent, est plus ancien, datant d'entre 1395 et 1420.
L'église collégiale d'origine du XIIIe siècle, attestée par des fouilles, avec un clocher conservé aujourd'hui, a été agrandie au XVe siècle. Avec la création de l'évêché de Fossano, elle a été élevée au rang de cathédrale en 1592. La tour fut dotée d'une nouvelle flèche octogonale au XVIIe siècle par Giovenale Boetto.
Pour honorer saint Juvénal de Narni, l'évêque Morozzo commença les travaux de construction de la nouvelle église cathédrale, qui durèrent de 1778 à 1791, date de sa consécration. Depuis 1786, la coupole a été peinte et les statues et l'ensemble de la décoration ont été modelés. La cathédrale actuelle est le résultat d'une rénovation complète qui, de 1862 à 1866, a complètement modifié l'aspect intérieur de l'église, superposant à la décoration d'origine des dorures, des peintures, des marbres artificiels, des cadres, des frises et des décorations en stuc.

## Description
Conçue par l'architecte Mario Ludovico Quarini, la cathédrale, qui a remplacé celle du XIIIe siècle, présente une façade majestueuse en briques typiquement piémontaise qui suit le style néoclassique. Elle est rendue impressionnante par ses quatre colonnes géantes corinthiennes à chapiteau composite. La basilique à trois nefs avec des collaréraux étroits et un transept mène à un chœur avec une abside ronde. Les voûtes de plafond, y compris la coupole de la croisée avec son tambour percé de fenêtres, sont richement peintes à fresque. Dix chapelles s'ouvrent sur les côtés. 

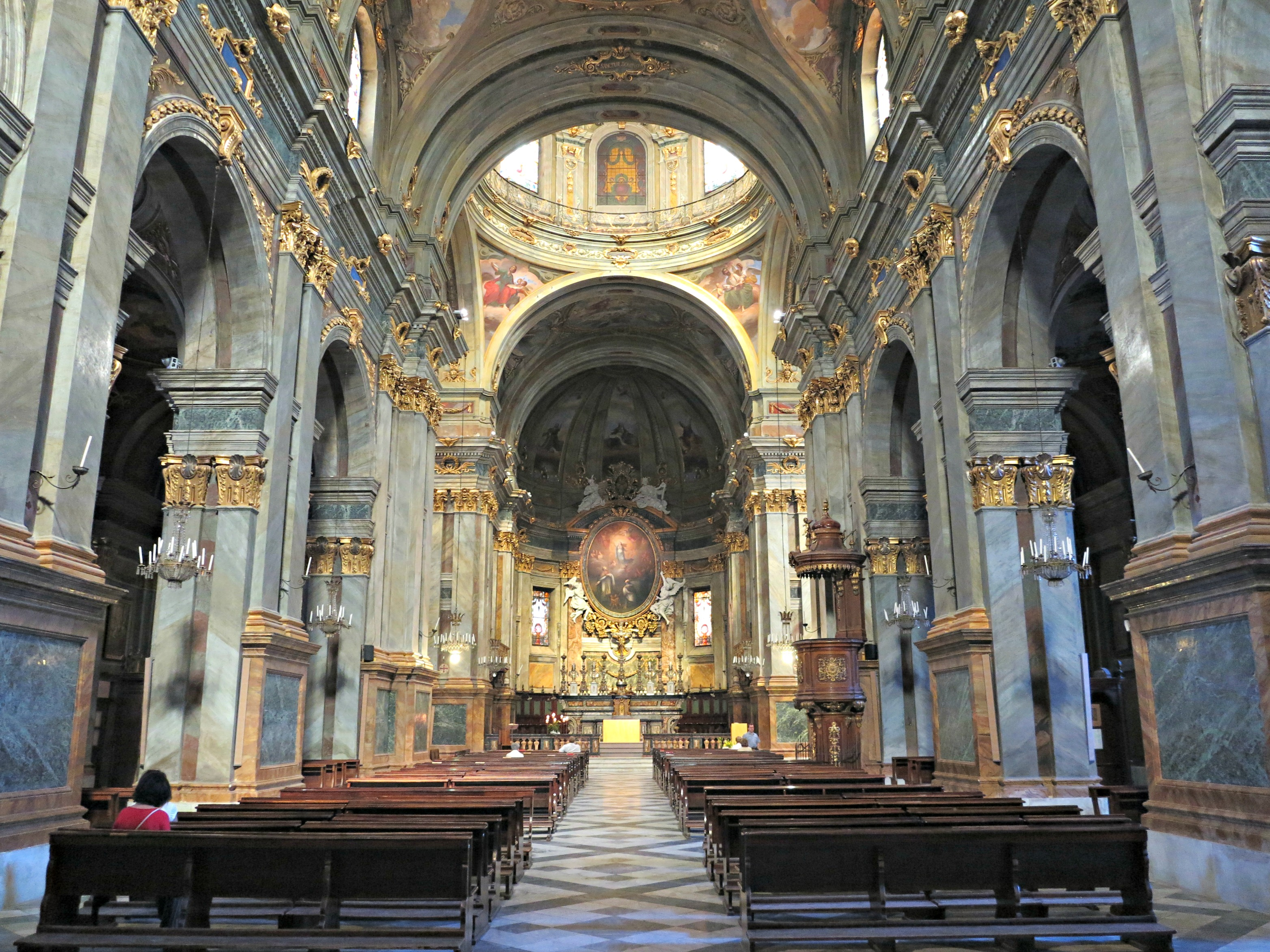
La nef centrale.

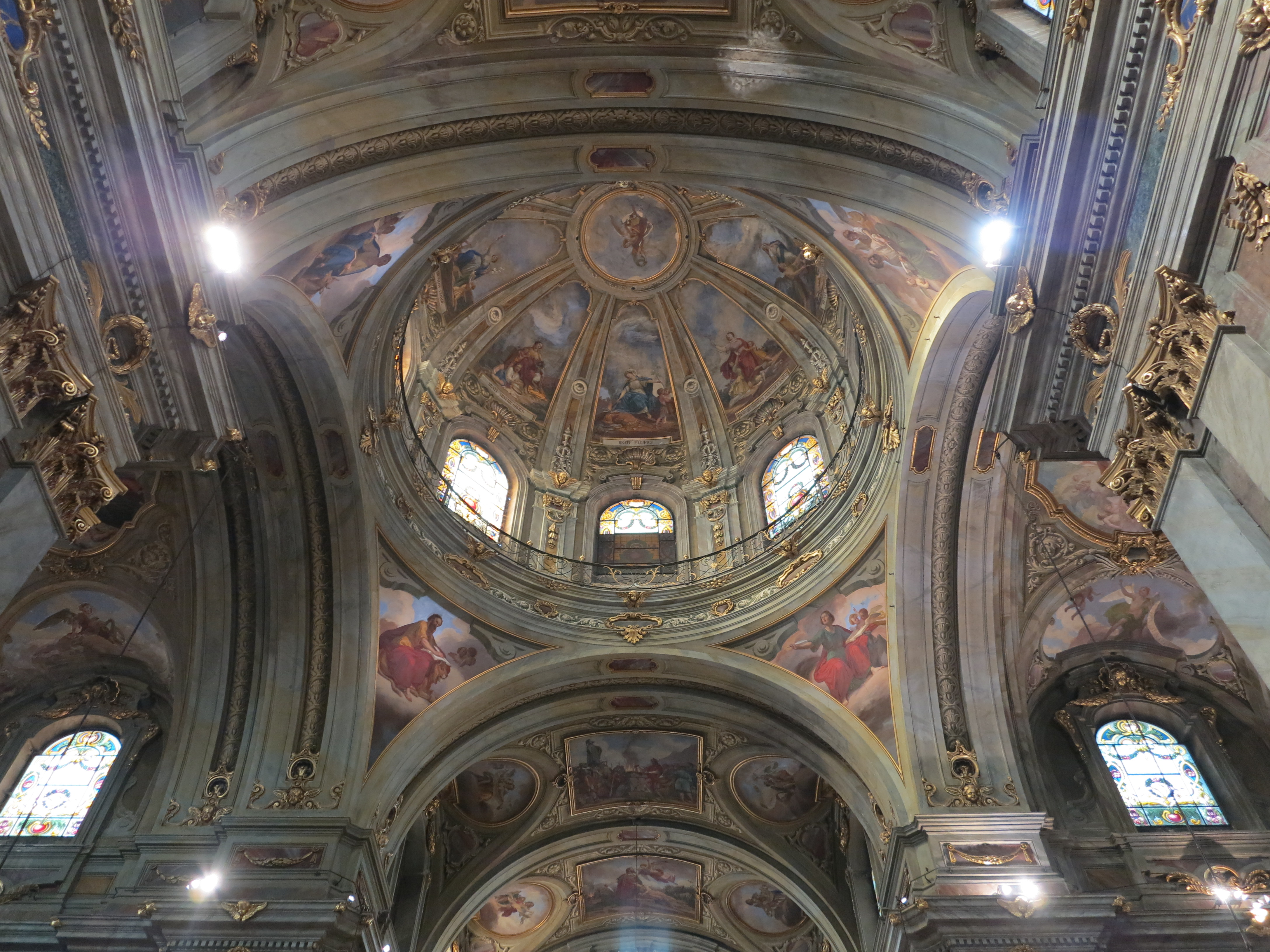
La coupole.

À l'intérieur, on trouve de nombreuses peintures et fresques, dont cinq médaillons de Paolo Emilio Morgari : La Glorification de la Vierge parmi les anges couronnés par la Trinité, dans la voûte du presbytère, Dieu montrant la Vierge à Adam et Ève, La Vierge et les prophètes, La Vierge, les saints et les bienheureux de Fossano, dans la nef et sur la contre-façade, Héliodore chassé du temple.
D'autres peintures ont été réalisées par Giovanni Claret et Giovenale Boetto, et les fresques du XIXe siècle sont de Luigi Hartman, Davide Ortori, Emilio Morgari et Domenico Mossello. 
La cathédrale abrite également les reliques du saint patron de la ville : Juvénal de Narni.
En 1985, les fonts baptismaux de Mario Ludovico Quarini ont été transférés dans la chapelle paroissiale restaurée, qui est attenante aux locaux de la cathédrale.

### Article lié
- Liste des cathédrales d'Italie